# Họ Rau bợ
Marsileaceae /m[invalid input: 'ar']sɪliˈ[invalid input: 'ay']s[invalid input: 'ee']/ là một họ dương xỉ sống thủy sinh và bán thủy sinh, bề ngoài của chúng rất khác các nhóm dương xỉ còn lại. Nhóm này còn được gọi là "họ Cỏ bợ" hoặc "họ Cỏ bốn lá nước" vì lá của chi Marsilea về hình thức khá giống với cỏ bốn lá. Lá của họ dương xỉ này đôi khi được dùng thay cho cỏ bốn lá vào ngày Thánh Patrick. Họ Marsileaceae gồm 3 chi và từ 50 tới 80 loài và hầu hết số này thuộc chi Marsilea.